# Mảnh tước

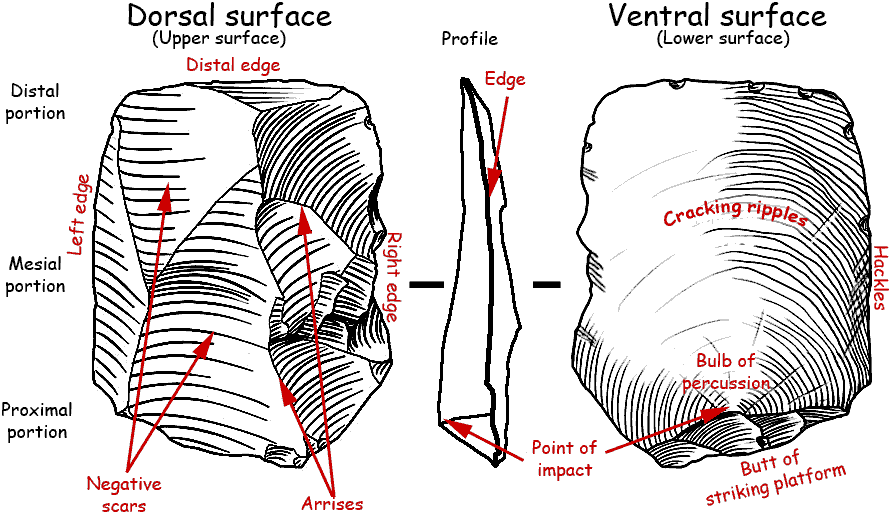
Các yếu tố căn bản trong việc mô tả một mảnh tước

Trong khảo cổ học, mảnh tước là "những mảnh đá do con người ghè đẽo đá tách ra trong khi chế tác công cụ từ hạch đá."